# Tiszacsécse
Tiszacsécse község Szabolcs-Szatmár-Bereg vármegyében, a Fehérgyarmati járásban.

## Fekvése
A Szatmári-síkságon fekszik, közvetlenül az ukrán határ mellett, a Tisza bal partján.
A határ magyar oldalán csak két szomszédja van: kelet felől Milota, nyugat felől pedig Tiszakóród. Észak felől a túlparton fekvő, közigazgatásilag Ukrajnához tartozó Vári (Вари) és Csetfalva (Четфалва) települések határolják.
A legközelebbi város a határ magyar oldalán Fehérgyarmat, melytől mintegy 20 kilométerre keletre fekszik. A megyeszékhelytől, Nyíregyházától mintegy 109 kilométer választja el, kelet-északkeleti irányban.

### Megközelítése
A község központján végighúzódik, nagyjából nyugat-keleti irányban a 4129-es út, közúton csak ezen érhető el, keleti vagy nyugati szomszédja érintésével.
Vasútvonal az egész környéket nem érinti, a legközelebbi vasúti csatlakozási lehetőség, a Nyíregyháza–Mátészalka–Zajta-vasútvonal Penyige vasútállomása légvonalban is csaknem 20 kilométerre van innét.

## Története
A település neve írásos alakban 1181-ben tűnik fel, a czégényi monostor határjárása alkalmával.

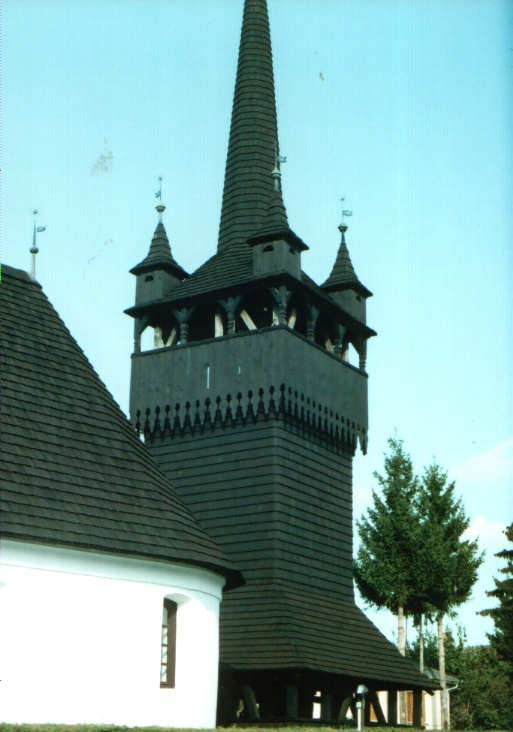
Tiszacsécse, református templom a haranglábbal

1288-ban I. István fia, II. Mikó – a Kölcsey és a Kende családok őse – átíratja a czégényi monostor alapítólevelét, ahol a Szentemágócs nemzetség tagjaként van nevezve.
1315-ben Csécse (Tiszacsécse) a Szentemágócs nemzetségből származó Kölcsey család birtoka.
1344-ben Máté fia Dénes fiai: János, Jakab, András, Mihály és Miklós ellen apjuk halála után Károly Róbert király pert indított, mivel birtokaikat a koronára szállottnak vélte, a per még I. Lajos király idejében is folyt, azonban a király a bemutatott oklevelek bizonyságaképpen elismerte, hogy a pörbe fogott birtokrészek Dénes fiait illetik, ezért 1344. július 4-én kelt oklevelében Dénes öt fiát megerősítette a Czégény monostora kegyuraságában, s Csécse (Tiszacsécse) és még tíz falu birtokában.
1345-ben Dénes fiai meg is osztoznak birtokaikon, azonban őseik nyugvóhelye: Czégény monostora közös maradt.(Tört.Tár.)
1484-ben Csécse birtokosa a Komoróczi család, majd 1496-ban az Ujhelyi család kap rá királyi adományt.
1518-ban a Kölcsey rész Werbőczy Istváné lett, de később Perényi Istvánnal cserélte el.
1520-tól somlyói Báthory András szatmári kapitánynak is tulajdonába kerül a település.
1571-től ismét a Kölcsey családbeliek birtoka.
A 17. században a falut árvíz pusztította el, lakói ekkor költöztek a jelenlegi falu helyére.
Az 1800-as évek elején birtokosai a Kende családbeliek, majd a gróf Barkóczy és gróf Horváth családok szereztek itt tulajdont.

## Közélete

### Polgármesterei
- 1990–1994: Nagy Gyula (független)[3][4]
- 1994–1998: Nagy Gyula (független)[5][6]
- 1998–2002: Hopka András (független)[7][8]
- 2002–2006: Hopka András (független)[9][10]
- 2006–2010: Hopka András (független)[11][12]
- 2010–2011: Hopka András (MSZP)[13]
- 2012–2014: Szabó Károly (független)[14]
- 2014–2019: Szabó Károly György (Fidesz-KDNP)[15][16]
- 2019–2024: Szabó Károly György (Fidesz-KDNP)[17]
- 2024– : Hopka András (független)[1]

A településen 2011. november 6-án időközi polgármester-választást tartottak, az előző polgármester lemondása okán; eredményt azonban aznap nem lehetett hirdetni, az első helyen kialakult szavazategyenlőség miatt. A posztért három jelölt indult, akik közül Bődi Sándor és Szabó Károly is 53-53 szavazatot szerzett. Az emiatt szükségessé vált újabb időközi választásra 2012. február 19-én került sor, ezen már csak a korábbi holtverseny két részese indult el, ez a helyzet pedig Szabó Károlynak kedvezett jobban.

## Népesség
A település népességének változása:
| Lakosok száma | 237  | 242  | 245  | 202  | 218  | 216  | 206  |
|               | 2013 | 2014 | 2015 | 2021 | 2022 | 2023 | 2024 |

2001-ben a település lakosságának 98%-a magyar, 2%-a cigány nemzetiségűnek vallotta magát.
A 2011-es népszámlálás során a lakosok 98,2%-a magyarnak, 10,9% cigánynak, 0,5% németnek, 0,5% örménynek, 0,5% ukránnak mondta magát (1,4% nem nyilatkozott; a kettős identitások miatt a végösszeg nagyobb lehet 100%-nál). A vallási megoszlás a következő volt: római katolikus 0,9%, református 83,2%, görögkatolikus 0,9%, evangélikus 0,5%, felekezeten kívüli 58% (8,6% nem válaszolt).
2022-ben a lakosság 94,5%-a vallotta magát magyarnak, 6,4% cigánynak, 0,9% ukránnak, 0,9% egyéb, nem hazai nemzetiségűnek (5,5% nem nyilatkozott; a kettős identitások miatt a végösszeg nagyobb lehet 100%-nál). Vallásuk szerint 6% volt római katolikus, 58,3% református, 3,2% görög katolikus, 1,4% evangélikus, 5,5% felekezeten kívüli (24,8% nem válaszolt).

## Nevezetességei

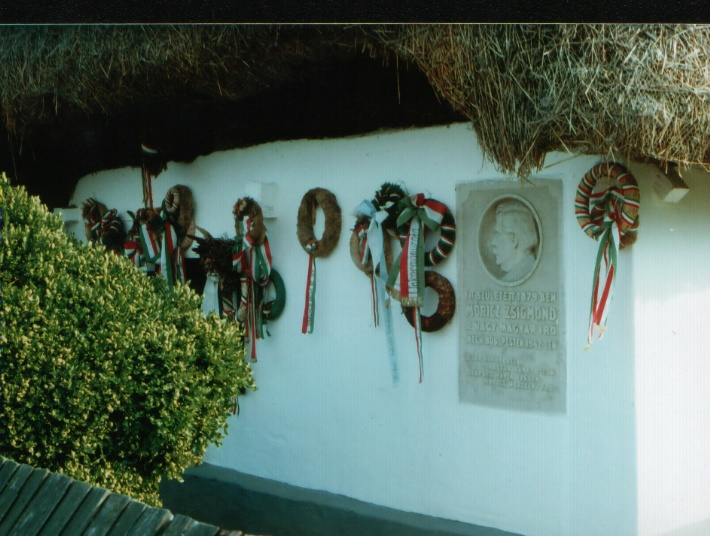
Móricz Zsigmond szülőháza

- Itt született Móricz Zsigmond 1879-ben. Az író 1928-ban így vallott szülőfalujáról: „Énnekem Csécse marad a tündérsziget, ahová mindig visszavágytam, ahová mindig úgy tér vissza az emlékezet szárnyán a lelkem, mint a boldogság és a béke kedves szigetére.”
- Móricz Zsigmond emlékház, népi. Az emlékház a Kossuth u. 29. sz. alatt található. A taposott szalmával fedett, kontytetős, vert falas, szabadkéményes szegényparaszti ház műemlék. A 19. század második felében építették, azóta többször átalakították. A szülőházát az 1960-as években bontották le. Emlékháza 1966 óta életrajzi múzeum. Az udvaron az író egész alakos szobra áll, Varga Imre alkotása.
- Református fa harangtorony, az 1822-ben épült, fatalpakra épített, fazsindelyes népi torony teljes magassága mintegy 24 méter.
- Református templom, barokk, 1820–25